# Slemish Mountain
Slemish Mountain är ett berg i Storbritannien.   Det ligger i riksdelen Nordirland, i den västra delen av landet, 500 km nordväst om huvudstaden London. Toppen på Slemish Mountain är 437 meter över havet. Slemish Mountain ingår i Sallagh Braes.
Terrängen runt Slemish Mountain är varierad.Runt Slemish Mountain är det ganska glesbefolkat, med 22 invånare per kvadratkilometer. Närmaste större samhälle är Ballymena, 10,4 km väster om Slemish Mountain. Trakten runt Slemish Mountain består i huvudsak av gräsmarker.